# Cocos (Keeling) Islands Shire
Koordinaten: 12° 9′ S, 96° 52′ O

Das Shire of Cocos (Keeling) Islands ist ein lokales Verwaltungsgebiet (LGA), das zum australischen Bundesstaat Western Australia gehört. Das Gebiet ist 14 km² groß und hat etwa 550 Einwohner (2016).
Die Kokosinseln (Cocos Islands), auch Keelinginseln genannt, sind eine Inselgruppe im Nordwesten des australischen Kontinents etwa 2900 Kilometer nordwestlich der westaustralischen Hauptstadt Perth und etwa 1000 Kilometer südwestlich von Sumatra. Der Sitz des Shire Councils befindet sich auf Home Island, wo etwa 400 Einwohner leben (2016).

## Verwaltung
Der Cocos Islands Council hat sieben Mitglieder. Sie werden von allen Bewohnern des Shires gewählt. Die Cocos Islands sind nicht in Bezirke unterteilt. Aus dem Kreis der Councillor rekrutiert sich auch der Vorsitzende des Councils (Shire President).